# Analetia intensa
Analetia intensa är en fjärilsart som beskrevs av W. Warren 1913. Analetia intensa ingår i släktet Analetia och familjen nattflyn. Inga underarter finns listade i Catalogue of Life.